# Anton Benno Zottmayr
Anton Benno Zottmayr (* 16. Juni 1795 in Amberg; † 18. Mai 1865 in München) war ein deutscher Maler.

## Leben
Anton Benno Zottmayr, Antonius Zottmaier oder auch Zopf-Toni genannt, war der einzige Sohn des Appellationsgerichtsadvokaten Balthasar Zottmayr (* 9. November 1750 in Amberg; † 28. Dezember 1821 ebenda) und Anna Maria Putz (* 1. Februar 1759 in Wernberg; † 23. September 1823). Er besuchte zunächst bis 1812 die Königliche Studienanstalt und das Königliche Studienseminar in Amberg, wo er unter anderem mit mehreren Preisen ausgezeichnet wurde. 1812 immatrikulierte er sich im Fach Malerei an der Münchner Kunstakademie. Johann Peter von Langer war ihm ein Vorbild, sein Schwerpunkt war die Porträtmalerei, aber auch  Historienmalerei und Sakralmalerei werden genannt.

Taufschein des Sohnes Max Zottmayr

1823 heiratete er Anna Bleicher (* 21. April 1792; † 2. Dezember 1862 München, Südfriedhof). Sie wurde auch Nannette oder nach der Familien-Überlieferung die „schöne Nymphenburger Nanny“ genannt. Anton Zottmayer sattelte von der Juristerei auf die Kunstakademie um, weil er dafür eine wertvolle Bildersammlung seines Onkels erbte. Er lebte an wechselnden Orten, u. a. in Nürnberg, war aber auch auf quasi Tourneereisen unterwegs, wo er seine Dienste als Porträtmaler anbot und eine hohe Ähnlichkeit der Darstellung garantierte. So z. B. – beworben über Zeitungsannoncen im Wochenblatt der Stadt Amberg – 1818 in Amberg im Elternhaus und wiederum 1840 im Gasthof „Zum Kronprinz von Bayern“, oder auch in Viechtach 1852.
Zeit seines Lebens war er oft auch zwischen Bodensee und Wien als Porträtmaler unterwegs. Es sind 170 Briefe und 100 Gedichte von ihm überliefert.
Die Bildergalerie wurde ihm später von einem Betrüger entführt.
Sein Lebensschwerpunkt war aber längere Zeit in seiner Heimatstadt Amberg, das als Geburtsort seiner Kinder Karoline (* 16. September 1824; † 22. Mai 1898 München, Südfriedhof), spätere Ehefrau des Malers Georg Hage, Ludwig (1828–1899, Opernsänger) und Maria Anna (* 23. April 1831, früh gestorben) angegeben wird. In den 1830er Jahren zog er nach München, wo sein Sohn Max (1833–1905) geboren wurde, und er im Adressbuch von 1835 in der Elisenstraße Nr. 5 verzeichnet ist. Es folgten noch die Söhne Karl und Johannes, auch früh gestorben.
Die Tochter Karoline und der Schwiegersohn Hage bereiteten Anton Benno Zottmayr ein sorgenloses Alter.